# Pelayos del Arroyo
Pelayos del Arroyo is een gemeente in de Spaanse provincie Segovia in de regio Castilië en León met een oppervlakte van 12,44 km². Pelayos del Arroyo telt 51 inwoners (1 januari 2016).

## Demografische ontwikkeling
Bron: INE, 1857-2011: volkstellingen
Opm.: In 1857 werd Tenzuela aangehecht